# Hal Fowler
Hal Gene Fowler (Vermont, 12 gennaio 1927 – Tulare, 7 novembre 2000) è stato un giocatore di poker statunitense, campione del mondo nel 1979.
Fowler è un giocatore piuttosto sconosciuto: ciò nonostante egli va ricordato come il primo non professionista a vincere il Main Event delle World Series of Poker. Nel torneo si ritrovò ad un certo punto con solo 2.000 gettoni sui 500.000 totali in gioco, non solo: dovette affrontare al tavolo finale Johnny Moss e Bobby Baldwin. Tra l'altro pare che non avrebbe nemmeno avuto il denaro sufficiente per iscriversi all'evento, se non glielo avesse prestato Benny Binion.
La vittoria di Fowler è citata come tra le più grandi rimonte nella storia delle WSOP. Nella mano finale il suo 76 offsuit legò una scala a incastro che sconfisse la coppia di assi servita di Bobby Hoff.
Più tardi Fowler si allontanò dal poker a causa del diabete, problemi di vista e alle gambe. Muore nel 2000 in una casa di cura.